# Loppen

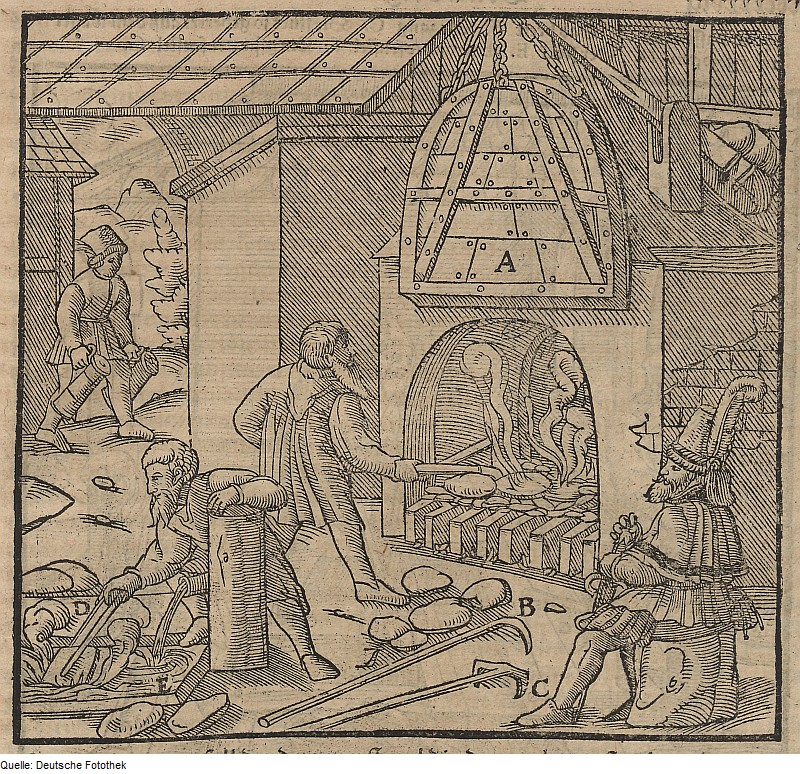
Historischer Bergbau, Verhüttung

Als Loppen (Synonym Luppen) bezeichnet im historischen Bergbau einen aus erzhaltigem Gestein durch Verhüttung erschmolzenen Rohmetallklumpen.
Archivalisch belegt geht aus einer vom Kurfürsten in Heidelberg 1662 befohlenen Anhörung hervor, dass : „...drei persohnen Schlaggen von dem Bergwerk bey seithe gelegt, dieselben geschmoltzen und die Loppen* in Fäßlin geschlagen, auf dem Waßer wegführen laßen, wohin aber seye im unwißen“...Demnach haben drei Personen bei der Nachlese von alten Bergbauschlacken aus dem 12./13. Jh. bei Wiesloch diese nochmals eingeschmolzen, die Rohmetallklumpen in Fässern verpackt und vermutlich über den Leimbach an einen unbestimmten Ort abtransportiert. Dies galt in damaliger Zeit als schwerer Diebstahl und wurde von dem kurfürstlichen Hofmeister urkundlich erfasst.
In der Gemeinde Nußloch (Rhein-Neckar-Kreis) erinnert die Loppengasse an die früheren bergbaulichen Aktivitäten vor Ort. Hier an der Rheingraben-Verwerfung der Südlichen Bergstraße wurde lange Zeit sowohl Silber als auch eisenhaltiges Galmeigestein in mehreren Gruben und Bergwerken abgebaut. Vor Ort existierten auch mehrere Öfen zur Verhüttung von Blei und Silber.